# Маунт Бланчард (Охајо)
Маунт Бланчард (енгл. Mount Blanchard) град је у америчкој савезној држави Охајо.

## Демографија
По попису из 2010. године број становника је 492, што је 8 (1,7%) становника више него 2000. године.
| Група             | 2000.       | 2010.       |
| Белци             | 473 (97,7%) | 467 (94,9%) |
| Афроамериканци    | 1 (0,2%)    | 2 (0,4%)    |
| Азијати           | 0 (0,0%)    | 0 (0,0%)    |
| Хиспаноамериканци | 6 (1,2%)    | 13 (2,6%)   |
| Укупно            | 484         | 492         |